# Julius Richardson de Marguenat
Julius Richardson de Marguenat, né le 21 août 1812 à Morton, Gloucestershire (Angleterre) et mort pour la France le 16 août 1870 à la Bataille de Mars-la-Tour est un général français.

## Historique
En 1830, il s'engage comme élève de l'école spéciale militaire de Saint-Cyr et il en sort avec la promotion du Firmament de 1832. Il sert une dizaine d'années en Algérie où il est cité plusieurs fois alors qu'il sert au 17e régiment d'infanterie légère. Il est blessé deux fois (Miliana, novembre 1839 et Medeah, avril 1841). 
Il sert comme officier d'ordonnance du Duc d'Aumale lors de la prise de la smalah d'Abd El Kader.
Il est colonel du 1er régiment d'infanterie légère de 1848 à 1854. Il est créé officier de la Légion d'Honneur en 1850.
Il est nommé général de brigade en 1854 et il commande une brigade en Crimée durant 7 mois. Il est fait commandeur de la Légion d'Honneur le 16 mars 1860.
En 1870, il commande la brigade composée des 25e et 26e régiment d'infanterie dans le 6e corps d'armée (France) du maréchal Canrobert. 
Lors de la bataille de Mars-la-Tour, le général Marguenat est tué lorsqu'il conduit sa brigade sur la gauche du village de Rezonville pour attaquer une batterie de 12 canons prussiens.